# بالگردگاه الکینس
بالگردگاه الکینس (به انگلیسی: Elkins Heliport) یک فرودگاه خصوصی است. این فرودگاه در شهر سیلم کشور ایالات متحده آمریکا قرار دارد و در ارتفاع ۱۶۷ متری از سطح دریا واقع شده است.